# Exetastes adustus
Exetastes adustus är en stekelart som beskrevs av Dali Chandra och Gupta 1977. Exetastes adustus ingår i släktet Exetastes och familjen brokparasitsteklar. Inga underarter finns listade i Catalogue of Life.